# 37471 Popocatépetl
37471 Popocatépetl è un asteroide della fascia principale. Scoperto nel 1960, presenta un'orbita caratterizzata da un semiasse maggiore pari a 1,9530715 au e da un'eccentricità di 0,0969244, inclinata di 22,12782° rispetto all'eclittica.
L'asteroide era stato inizialmente battezzato 37471 Popocatepetl per poi essere corretto nella denominazione attuale.
L'asteroide è dedicato all'omonimo vulcano messicano.